# Curt Glaser

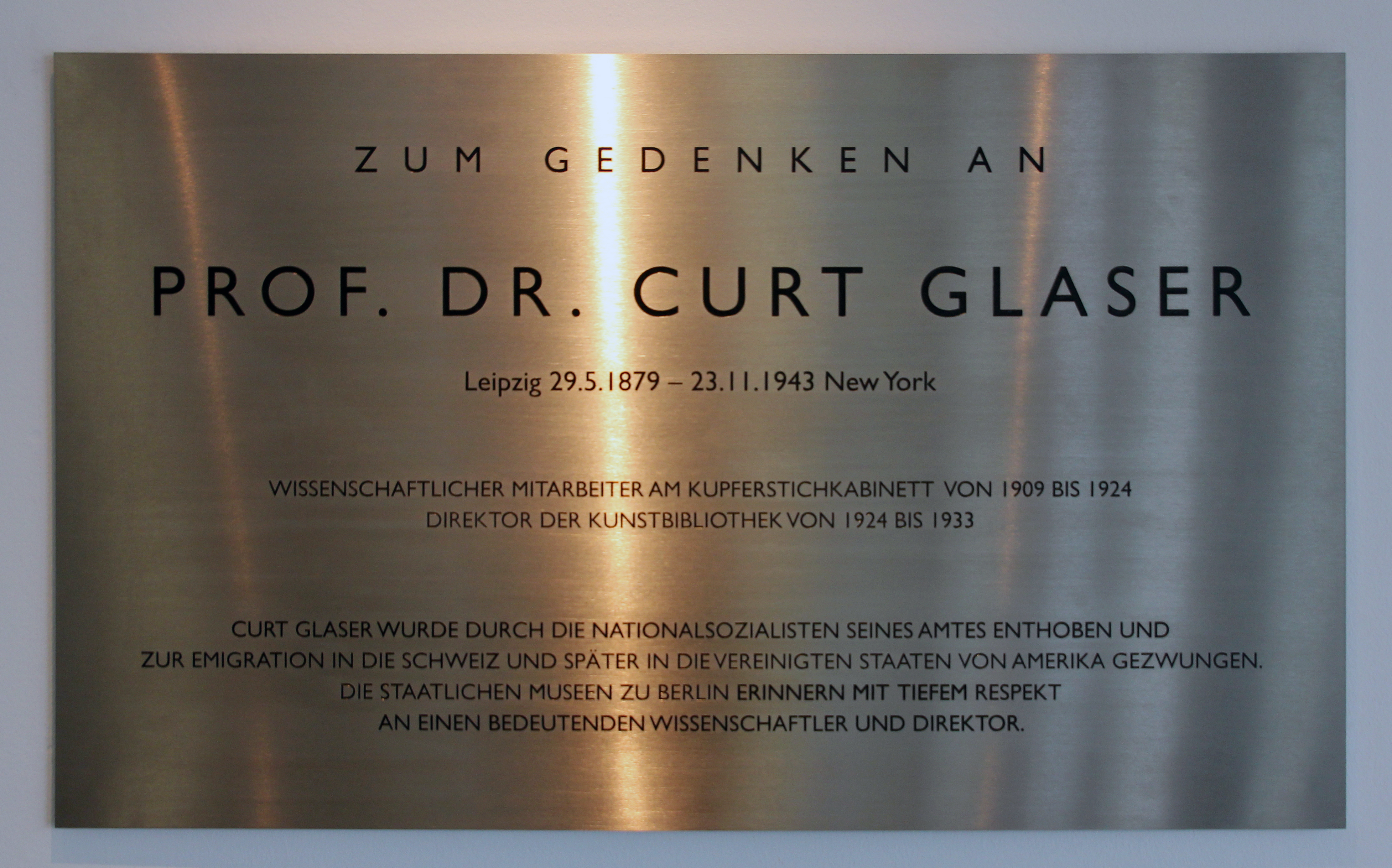
Pamětní deska Curta Glasera, Berlin, Matthäikirchplatz

Curt Glaser (29. května 1879 Lipsko – 23. listopadu 1943 Lake Placid, New York, USA) byl jedním z nejvýznamnějších německých historiků umění, uměleckých kritiků a sběratelů v době Výmarské republiky. V roce 1933 byl jako Žid nucen emigrovat a roku 1941 mu bylo odebráno německé občanství.

## Život a dílo
Glaserovi rodiče, židovský podnikatel Simon Glaser (1841–1904) a jeho manželka Emma Glaser, roz. Haase (1854–1927), se brzy po narození jejich syna přestěhovali do Berlína. Měl dva bratry, lékaře Felixe Glasera (1874–1931) a obchodníka s uměním Paul Glasera (1885–1946).
Curt Glaser získal roku 1902 v Mnichově doktorát medicíny. Poté začal studovat dějiny umění ve Freiburgu, Mnichově a Berlíně. Zde v roce 1907 pracoval s Heinrichem Wölfflinem na monografii Hanse Holbeina staršího a získal doktorát filozofie. V letech 1910–1912 cestoval se svou ženou po Evropě a roku 1914 dobrovolně narukoval a během první světové války pracoval v armádě jako lékař. Kolem 1911–1914 konvertoval ke křesťanství.
Od roku 1909 do roku 1920 působil jako odborný asistent ředitele Maxe Friedländera a od roku 1920 do roku 1924 jako kurátor v berlínském Kupferstichkabinett. Zde měl na starosti „Nové oddělení“, tj. Sbírku moderního a současného umění, kterou rozšířil novými akvizicemi. Podnikl několikaměsíční cestu do Japonska a pravděpodobně také do Číny, která ho vedla k intenzivnímu zkoumání umění a kultury východní Asie. Od roku 1924 byl ředitelem berlínské Staatliche Kunstbibliothek, kde založil vědeckou knihovnu umění a archiv fotografií německých uměleckých památek. Byl propuštěn do nuceného důchodu a musel opustit i svůj služební byt, když se roku 1933 v Německu dostali k moci nacisté.
V roce 1903 se oženil s Elsou Kolker z Wroclawi (zemřela 1932), dcerou průmyslníka a sběratele umění Huga Kolkera. Udržoval osobní i písemné kontakty se současnými umělci a spolu se svou ženou vybudoval důležitou uměleckou sbírku, včetně děl Maxe Beckmanna, Ernsta Ludwiga Kirchnera, Ericha Heckela, Lovise Corintha, Ernsta Opplera, Henri Matisse a Edvarda Muncha. S Edvardem Munchem se spřátelil a opakovaně ho navštívil v Norsku, kde při jeho první návštěvě vznikl Portrét Elsy Glaserové. Glaser zorganizoval i několik Munchových výstav, z nichž největší byla retrospektiva v Národní galerii v Berlíně v roce 1927. Vlastnil největší sbírku jeho děl v Berlíně. Ve svém bytě ve 20. letech pořádal legendární salony a stal se partnerem Paula Cassirera v jeho galerii na Victoriastrasse.
Po náhlé smrti své první ženy se v roce 1933 oženil podruhé s Marií Milch (dcera Eva Renate 1935–1943) a v červnu 1933 emigroval do Švýcarska. Před emigrací byl nucen prodat velkou část své sbírky prostřednictvím aukčního domu Max Perl za vynucenou nízkou cenu. V emigraci se snažil dostat část své sbírky E. Muncha z Německa prostřednictvím Kunsthaus Zurich, kde předtím uspořádal výstavy E. Muncha, a převedl práva na svého bratra Paula. V letech 1943–1946 Kunsthaus koupil další tři obrazy z Glaserovy kolekce.
Manželé žili nějakou dobu v Itálii, kde Glaser pracoval na historii italské renesance. Rodina pak emigrovala v roce 1941 přes Kubu do Spojených států a usadila se v New Yorku. Glaser zemřel v exilu po dlouhé nemoci roku 1943 a nestihl obnovit svou profesionální kariéru.
Jako historik umění propagoval německé umění a spolu s Karlem Schefflerem v Insel Verlag zveřejnil články o nejvýznamnějších německých umělcích. Zároveň se zabýval současným uměním a byl jedním z prvních zastánců expresionistického umění v Německu. Napsal monografie Vincenta van Gogha, Édouarda Maneta, Paula Cézanna a Edvarda Muncha. Je také jedním z prvních vědců, kteří se zabývali východoasijským uměním.
Kromě své akademické práce Glaser od roku 1902 do roku 1910 pravidelně psal recenze umění pro deník Hamburgischer Correspondent. Od roku 1909 přispíval do časopisu Kunst und Künstler vydávaného Karlem Schefflerem a zároveň byl také berlínským redaktorem Kunstchronik. Od roku 1918 do roku 1933 byl uměleckým dopisovatelem deníku Berliner Börsen-Courier.
V roce 2012 se Glaserovi dědici dohodli s Nadací pruského kulturního dědictví na vrácení uměleckých děl z Glaserova majetku ze Státních muzeí v Berlíně.
Dne 9. května 2016 byla v berlínské Kunstbibliothek odhalena pamětní deska.
Část Glaserovy sbírky, čítající celkem 100 děl, z kontroverzní akvizice aukční síně Perl v Berlíně se nachází v Kunstmuseum Basel. Noviny Basler Zeitung (2018) citovaly několik dokumentů, podle kterých švýcarští kupci v roce 1933 velmi dobře věděli, že Glaser je v nouzi, a díla tak splňují podmínky Washingtonské deklarace o loupeži umění, ale plná obrana proti dědickým nárokům v té době byla zjevně nevhodná. Instituce se nakonec s dědici dohodla na finanční kompenzaci a díla si ponechala ve svých sbírkách.

### Publikace
- Hans Holbein d.Ä. (= Kunstgeschichtliche Monographien 11). Hiersemann, Leipzig o. J.
- Die Kunst Ostasiens. Der Umkreis ihres Denkens und Gestaltens. Insel Verlag, Leipzig 1913 (36 vydání do r. 2005)
- Zwei Jahrhunderte deutscher Malerei. Von den Anfängen der deutschen Tafelmalerei im ausgehenden 14. Jahrhundert bis zu ihrer Blüte im beginnenden 16. Jahrhundert. Bruckmann, München 1916 (21 vydání)
- Edvard Munch. Cassirer, Berlin 1917 (36 vydání do r. 2019)
- Der Holzschnitt. Von seinen Anfängen im 15. Jahrhundert bis zur Gegenwart. Cassirer, Berlin 1920 (13 vydání)
- Vincent van Gogh (= Bibliothek der Kunstgeschichte 9). E. A. Seemann, Leipzig 1921
- Lukas Cranach. Deutsche Meister. Insel, Leipzig 1921 Glaser, Curt Lukas Cranach (11 vydání)
- Die Graphik der Neuzeit. Vom Anfang des 19. Jahrhunderts bis zur Gegenwart. Cassirer, Berlin 1922 (42 vydání něm., ang.)
- Eduard Manet: Faksimiles nach Zeichnungen und Aquarellen. Veröffentlichungen der Marées-Gesellschaft. Piper, München 1922
- Gotische Holzschnitte. Propyläen, Berlin 1923 (24 vydání ve 4 jazycích)
- Paul Cézanne (= Bibliothek der Kunstgeschichte 50). E. A. Seemann, Leipzig 1923
- Hans Holbein d. J. Zeichnungen. Schwabe, Basel 1924
- Die Altdeutsche Malerei. Bruckmann, München 1924 (15 vydání ve 3 jazycích)
- Ostasiatische Plastik, Band 11: Die Kunst des Ostens. Hrsg. William Cohn. Cassirer, Berlin 1925 (do roku 2005 vyšlo 23 vydání ve třech jazycích)
- Japanisches Theater. Würfel, Berlin 1930
- Les peintres primitifs allmands du milieu du XIV.e siècle à la fin du XVe. van Oest, Paris 1931 (20 vydání fr., ang.)
- Amerika baut auf! Cassirer, Berlin 1932
- Zu Besuch bei Edvard Munch in Ekely – 1927. Meyer, Basel 2007, ISBN 978-3-905799-01-9

#### Česky
- Curt Glaser, Umění Číny a Japonska, SVU Mánes 1930